# Абиссальные отложения

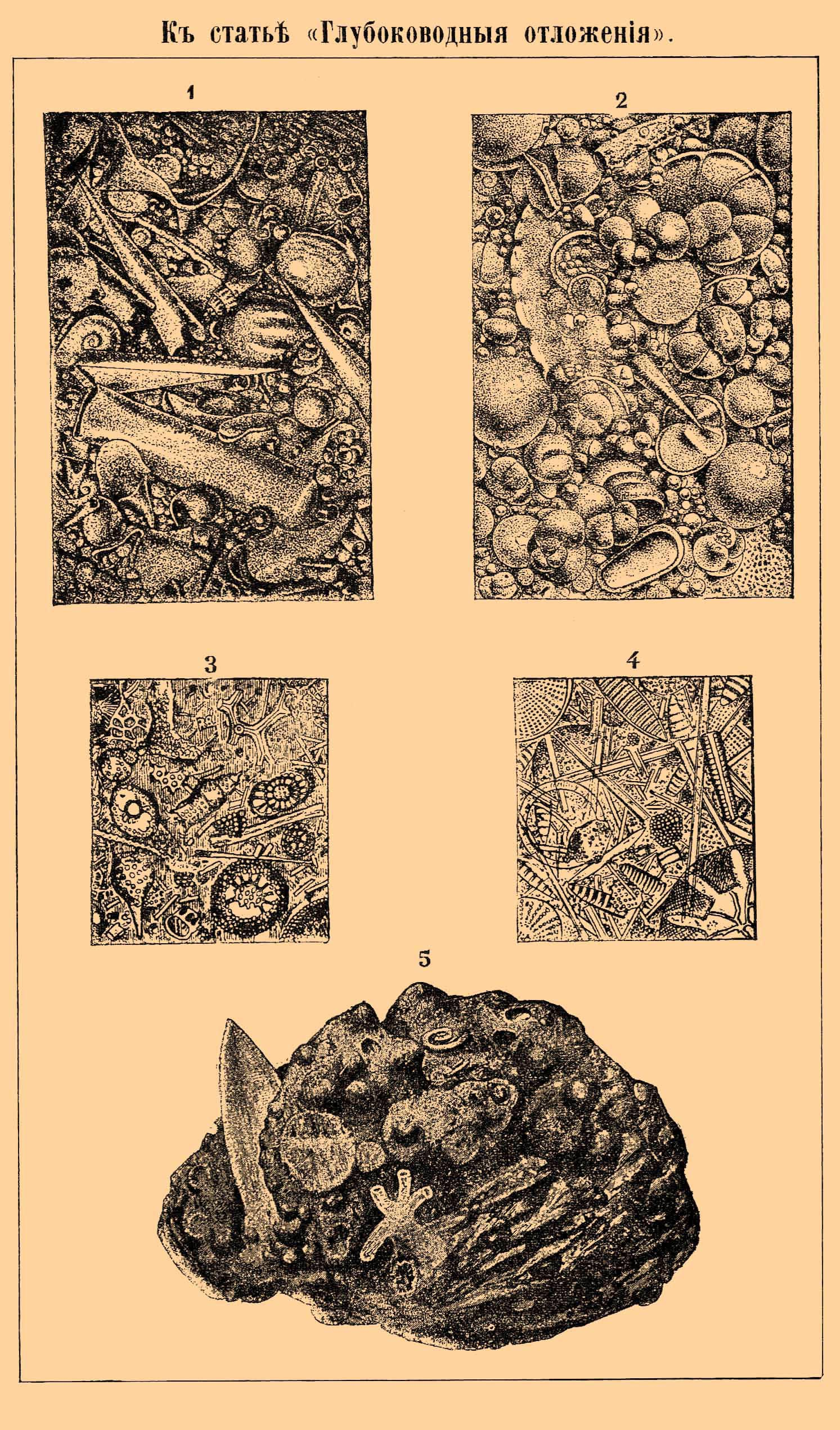
Глубоководные отложения

Абиссальные отложения — глубоководные отложения, современные и древние морские и океанические осадки на глубине свыше 3—4 км в абиссальной зоне. Впервые понятие «абиссальные отложения» ввёл в 1907 году немецкий исследователь Отто Крюммель. Образуются из различных микроорганизмов и остатков животных (органогенные осадки), материала вулканических извержений, горных пород и минералов. Состоят преимущественно из глубоководной красной глины, карбонатных и кремнистых илов. Абиссальными отложениями покрыто около 90% океанического дна.